# Élections municipales de 2021 dans L'Érable
Pour un article plus général, voir Élections municipales de 2021 dans le Centre-du-Québec.
Cet article concerne les élections municipales de 2021 dans le Centre-du-Québec dans la municipalité régionale de comté de L'Érable.

## Inverness
|             | Élection (2017)                                                                                     | Dissolution (2021)                                                                      | Élection (2021)                                                                                 |
| Maire       | Yves Boissonneault                                                                                  | Yves Boissonneault                                                                      | Gervais Pellerin                                                                                |
| Conseillers | Richard Marois Gervais Pellerin Louise Lalonde Marc Champagne ‘’Aucune candidature’’ Mario Turcotte | Richard Marois Gervais Pellerin Andrew Larochelle Marc Champagne Jacques Pelchat Vacant | Stéphanie Gauthier Roger Côté Marc Champagne Geneviève Marchand Jacques Pelchat Kévin Champagne |

| Candidats pour la mairie                    | Vote            | %               |
| ------------------------------------------- | --------------- | --------------- |
| Gervais Pellerin (Sortant d'un autre poste) | Sans opposition | Sans opposition |

| Candidats conseiller #1 | Vote            | %               |
| ----------------------- | --------------- | --------------- |
| Stéphanie Gauthier      | Sans opposition | Sans opposition |

| Candidats conseiller #2 | Vote            | %               |
| ----------------------- | --------------- | --------------- |
| Roger Côté              | Sans opposition | Sans opposition |

| Candidats conseiller #3                   | Vote            | %               |
| ----------------------------------------- | --------------- | --------------- |
| Marc Champagne (Sortant d'un autre poste) | Sans opposition | Sans opposition |

| Candidats conseiller #4 | Vote            | %               |
| ----------------------- | --------------- | --------------- |
| Geneviève Marchand      | Sans opposition | Sans opposition |

| Candidats conseiller #5   | Vote            | %               |
| ------------------------- | --------------- | --------------- |
| Jacques Pelchat (Sortant) | Sans opposition | Sans opposition |

| Candidats conseiller #6 | Vote            | %               |
| ----------------------- | --------------- | --------------- |
| Kévin Champagne         | Sans opposition | Sans opposition |

## Laurierville
|             | Élection (2017)                                                                   | Dissolution (2021)                                                                | Élection (2021)                                                                         |
| Maire       | Marc Simoneau                                                                     | Marc Simoneau                                                                     | Marc Simoneau                                                                           |
| Conseillers | Suzy Bellerose Martin Samson Daniel Fortin Pierre Cloutier Julie Bernard Luc Côté | Suzy Bellerose Martin Samson Daniel Fortin Pierre Cloutier Julie Bernard Luc Côté | Suzy Bellerose Martin Samson Isabelle Gagné Pierre Cloutier Julie Bernard Carl Laflamme |

| Candidats pour la mairie | Vote            | %               |
| ------------------------ | --------------- | --------------- |
| Marc Simoneau (Sortant)  | Sans opposition | Sans opposition |

| Candidats conseiller #1   | Vote            | %               |
| ------------------------- | --------------- | --------------- |
| Suzy Bellerose (Sortante) | Sans opposition | Sans opposition |

| Candidats conseiller #2 | Vote            | %               |
| ----------------------- | --------------- | --------------- |
| Martin Samson (Sortant) | Sans opposition | Sans opposition |

| Candidats conseiller #3 | Vote            | %               |
| ----------------------- | --------------- | --------------- |
| Isabelle Gagné          | Sans opposition | Sans opposition |

| Candidats conseiller #4   | Vote            | %               |
| ------------------------- | --------------- | --------------- |
| Pierre Cloutier (Sortant) | Sans opposition | Sans opposition |

| Candidats conseiller #5  | Vote            | %               |
| ------------------------ | --------------- | --------------- |
| Julie Bernard (Sortante) | Sans opposition | Sans opposition |

| Candidats conseiller #6 | Vote            | %               |
| ----------------------- | --------------- | --------------- |
| Carl Laflamme           | Sans opposition | Sans opposition |

- Démission de Martin Samson, conseiller #2, le 29 mai 2023[1].

- Élection sans opposition de Daniel Fortin au poste de conseiller #2 le 24 septembre 2023[2].

| Candidats conseiller #2 | Vote            | %               |
| ----------------------- | --------------- | --------------- |
| Daniel Fortin           | Sans opposition | Sans opposition |

## Lyster
|             | Élection (2017) | Dissolution (2021)                                                                                             | Élection (2021)                                                                                                |
| Maire       | Sylvain Labrecque | Sylvain Labrecque                                                                                              | Yves Boissonneault                                                                                             |
| Conseillers | Geneviève Ruel Dave Boissonneault Pierre-Yves Pettigrew Blanchet Benoit Jalbert Yves Boissonneault David Boissonneault | Geneviève Ruel Dave Boissonneault Pierre-Yves Pettigrew Blanchet vacant Yves Boissonneault David Boissonneault | Geneviève Ruel Frédéric Martineau Pierre-Yves Pettigrew Blanchet Lucie Roy Caroline Bédard David Boissonneault |

| Candidats pour la mairie                      | Vote            | %               |
| --------------------------------------------- | --------------- | --------------- |
| Yves Boissonneault (Sortant d'un autre poste) | Sans opposition | Sans opposition |

| Candidats district #1       | Vote | %     |
| --------------------------- | ---- | ----- |
| Geneviève Ruel (Sortante)   | 45   | 73,77 |
| Alexandra Marchand-Waltzing | 16   | 26,23 |

| Candidats district #2 | Vote            | %               |
| --------------------- | --------------- | --------------- |
| Frédéric Martineau    | Sans opposition | Sans opposition |

| Candidats district #3                    | Vote            | %               |
| ---------------------------------------- | --------------- | --------------- |
| Pierre-Yves Pettigrew Blanchet (Sortant) | Sans opposition | Sans opposition |

| Candidats district #4 | Vote            | %               |
| --------------------- | --------------- | --------------- |
| Lucie Roy             | Sans opposition | Sans opposition |

| Candidats district #5 | Vote            | %               |
| --------------------- | --------------- | --------------- |
| Caroline Bédard       | Sans opposition | Sans opposition |

| Candidats district #6         | Vote            | %               |
| ----------------------------- | --------------- | --------------- |
| David Boissonneault (Sortant) | Sans opposition | Sans opposition |

## Notre-Dame-de-Lourdes
|             | Élection (2017)                                                                              | Dissolution (2021)                                                                           | Élection (2021)                                                                                    |
| Maire       | Jocelyn Bédard                                                                               | Jocelyn Bédard                                                                               | Pierre Guilbault                                                                                   |
| Conseillers | Sandra Chandonnet Jean-François Carrier Denis Blier Jènilie Demers Pascal Brulé Yves Payette | Sandra Chandonnet Jean-François Carrier Denis Blier Jènilie Demers Pascal Brulé Yves Payette | Marthe Blanchette François Fruhauf Pierre Venne Gaétan Desmarais Claire Sarrazin Mélanie Mainville |

| Candidats pour la mairie | Vote            | %               |
| ------------------------ | --------------- | --------------- |
| Pierre Guilbault         | Sans opposition | Sans opposition |

| Candidats conseiller #1      | Vote            | %               |
| ---------------------------- | --------------- | --------------- |
| Marthe Blanchette (Sortante) | Sans opposition | Sans opposition |

| Candidats conseiller #2 | Vote            | %               |
| ----------------------- | --------------- | --------------- |
| François Fruhauf        | Sans opposition | Sans opposition |

| Candidats conseiller #3 | Vote            | %               |
| ----------------------- | --------------- | --------------- |
| Pierre Venne (Sortant)  | Sans opposition | Sans opposition |

| Candidats conseiller #4    | Vote            | %               |
| -------------------------- | --------------- | --------------- |
| Gaétan Desmarais (Sortant) | Sans opposition | Sans opposition |

| Candidats conseiller #5    | Vote            | %               |
| -------------------------- | --------------- | --------------- |
| Claire Sarrazin (Sortante) | Sans opposition | Sans opposition |

| Candidats conseiller #6 | Vote            | %               |
| ----------------------- | --------------- | --------------- |
| Mélanie Mainville       | Sans opposition | Sans opposition |

## Plessisville (paroisse)
|             | Élection (2017)                                                                                         | Dissolution (2021)                                                                                      | Élection (2021)                                                                    |
| Maire       | Alain Dubois                                                                                            | Alain Dubois                                                                                            | Jean-François Labbé                                                                |
| Conseillers | Claire T. Vigneault Rosaire Pellerin Jeannot Bergeron Gaétan Gosselin Bélinda Drolet Isabelle Labranche | Claire T. Vigneault Rosaire Pellerin Jeannot Bergeron Gaétan Gosselin Bélinda Drolet Isabelle Labranche | Bélinda Drolet Annick Héon Jonathan Dubois Rémi Brassard Audrey Côté Joanie Bédard |

| Taux de participation :                | Taux de participation :                | Taux de participation :                | Taux de participation :                | Taux de participation :                | 71,2 % |
| Nombre de votes valides :              | Nombre de votes valides :              | Nombre de votes valides :              | Nombre de votes valides :              | Nombre de votes valides :              | 1 469  |
| Nombre de votes rejetées à la mairie : | Nombre de votes rejetées à la mairie : | Nombre de votes rejetées à la mairie : | Nombre de votes rejetées à la mairie : | Nombre de votes rejetées à la mairie : | 18     |
| Nombre d'électeurs inscrits :          | Nombre d'électeurs inscrits :          | Nombre d'électeurs inscrits :          | Nombre d'électeurs inscrits :          | Nombre d'électeurs inscrits :          | 2 088  |

| Candidats pour la mairie                       | Vote | %     |
| ---------------------------------------------- | ---- | ----- |
| Jean-François Labbé                            | 955  | 65,01 |
| Isabelle Labranche (Sortante d'un autre poste) | 514  | 34,99 |

| Candidats district #1                      | Vote | %     |
| ------------------------------------------ | ---- | ----- |
| Bélinda Drolet (Sortante d'un autre poste) | 181  | 69,35 |
| Claire T. Vigneault (Sortante)             | 80   | 30,65 |

| Candidats district #2      | Vote | %     |
| -------------------------- | ---- | ----- |
| Annick Héon                | 163  | 68,20 |
| Rosaire Pellerin (Sortant) | 76   | 31,80 |

| Candidats district #3 | Vote            | %               |
| --------------------- | --------------- | --------------- |
| Jonathan Dubois       | Sans opposition | Sans opposition |

| Candidats district #4 | Vote            | %               |
| --------------------- | --------------- | --------------- |
| Rémi Brassard         | Sans opposition | Sans opposition |

| Candidats district #5 | Vote | %     |
| --------------------- | ---- | ----- |
| Audrey Côté           | 232  | 74,12 |
| Mario Lemieux         | 81   | 25,88 |

| Candidats district #6 | Vote | %     |
| --------------------- | ---- | ----- |
| Joanie Bédard         | 144  | 59,50 |
| François Vigneault    | 98   | 40,50 |

- Démission d'Audrey Côté, conseillère district #5, en juin 2022 pour raisons professionnelles[3].

- Élection sans opposition de Marc Gendron au poste de conseiller #5 le 18 septembre 2022[4].

| Candidats district #5 | Vote            | %               |
| --------------------- | --------------- | --------------- |
| Marc Gendron          | Sans opposition | Sans opposition |

- Fusion de la municipalité de paroisse de Plessisville avec la Plessisville pour former la nouvelle ville de Plessisville le 1er janvier 2024

## Plessisville (ville)
|             | Élection (2017)                                                                                  | Dissolution (2021)                                                                               | Élection (2021)                                                                                   |
| Maire       | Mario Fortin                                                                                     | Mario Fortin                                                                                     | Pierre Fortier                                                                                    |
| Conseillers | Martin Nadeau Pierre Fortier Sylvain Beaudoin Yolande St-Amant Jean-Félipe Nadeau Martine Allard | Martin Nadeau Pierre Fortier Sylvain Beaudoin Yolande St-Amant Jean-Félipe Nadeau Martine Allard | Martin Nadeau Valérie Desrochers Sylvain Beaudoin Marc Morin Jean-Felipe Nadeau Christine Gingras |

| Taux de participation :                | Taux de participation :                | Taux de participation :                | Taux de participation :                | Taux de participation :                | 48,0 % |
| Nombre de votes valides :              | Nombre de votes valides :              | Nombre de votes valides :              | Nombre de votes valides :              | Nombre de votes valides :              | 2 501  |
| Nombre de votes rejetées à la mairie : | Nombre de votes rejetées à la mairie : | Nombre de votes rejetées à la mairie : | Nombre de votes rejetées à la mairie : | Nombre de votes rejetées à la mairie : | 20     |
| Nombre d'électeurs inscrits :          | Nombre d'électeurs inscrits :          | Nombre d'électeurs inscrits :          | Nombre d'électeurs inscrits :          | Nombre d'électeurs inscrits :          | 5 249  |

| Candidats pour la mairie                  | Vote  | %     |
| ----------------------------------------- | ----- | ----- |
| Pierre Fortier (Sortant d'un autre poste) | 1 664 | 66,53 |
| Luc Dastous                               | 644   | 25,75 |
| Yanick Lapierre                           | 193   | 7,72  |

| Candidats district 1 - Bourassa | Vote | %     |
| ------------------------------- | ---- | ----- |
| Martin Nadeau (Sortant)         | 282  | 53,71 |
| Cathy Turcotte                  | 243  | 46,29 |

| Candidats district 2 - Érablière | Vote            | %               |
| -------------------------------- | --------------- | --------------- |
| Valérie Desrochers               | Sans opposition | Sans opposition |

| Candidats district 3 - Sainte-Famille | Vote | %     |
| ------------------------------------- | ---- | ----- |
| Sylvain Beaudoin (Sortant)            | 319  | 66,18 |
| Steve Drouin                          | 163  | 33,82 |

| Candidats district 4 - Parc industriel | Vote | %     |
| -------------------------------------- | ---- | ----- |
| Marc Morin                             | 286  | 73,71 |
| Yolande St-Amant (Sortante)            | 102  | 26,29 |

| Candidats district 5 - Centre-ville | Vote | %     |
| ----------------------------------- | ---- | ----- |
| Jean-Felipe Nadeau (Sortant)        | 149  | 50,85 |
| Marie-Michelle Côté                 | 144  | 49,15 |

| Candidats district 6 - Jean-Rivard | Vote | %     |
| ---------------------------------- | ---- | ----- |
| Christine Gingras                  | 305  | 83,56 |
| Stéphane Provencher                | 60   | 16,44 |

- Fusion de la ville de Plessisville avec la municipalité de paroisse de Plessisville pour former la nouvelle ville de Plessisville le 1er janvier 2024.

## Plessisville (ville, 2024)
Le conseil municipal de la nouvelle ville de Plessisville est composé des conseils de l'ancienne ville de Plessisville et de la municipalité de paroisse de Plessisville en fonction au moment de son incorporation le 1er janvier 2024. Ce conseil provisoire en fonction jusqu'au 2 novembre 2025 est donc formé de 2 maires et de 14 conseillers.
|             | 2024 |
| Maire       | Pierre Fortier Jean-François Labbé |
| Conseillers | Martin Nadeau Valérie Desrochers Sylvain Beaudoin Marc Morin Jean-Felipe Nadeau Christine Gingras Bélinda Drolet Annick Héon Jonathan Dubois Rémi Brassard Marc Gendron Joanie Bédard |

## Princeville
|             | Élection (2017)                                                                                 | Dissolution (2021)                                                                              | Élection (2021)                                                                                 |
| Maire       | Gilles Fortier                                                                                  | Gilles Fortier                                                                                  | Gilles Fortier                                                                                  |
| Conseillers | Jean-Robert Tremblay Danis Beauvillier Serge Bizier Martine Lampron Laurier Chagnon Claude Côté | Jean-Robert Tremblay Danis Beauvillier Serge Bizier Martine Lampron Laurier Chagnon Claude Côté | Jean-Robert Tremblay Danis Beauvillier Serge Bizier Martine Lampron Laurier Chagnon Claude Côté |

| Candidats pour la mairie | Vote            | %               |
| ------------------------ | --------------- | --------------- |
| Gilles Fortier (Sortant) | Sans opposition | Sans opposition |

| Candidats district #1          | Vote            | %               |
| ------------------------------ | --------------- | --------------- |
| Jean-Robert Tremblay (Sortant) | Sans opposition | Sans opposition |

| Candidats district #2       | Vote            | %               |
| --------------------------- | --------------- | --------------- |
| Danis Beauvillier (Sortant) | Sans opposition | Sans opposition |

| Candidats district #3  | Vote            | %               |
| ---------------------- | --------------- | --------------- |
| Serge Bizier (Sortant) | Sans opposition | Sans opposition |

| Candidats district #4     | Vote            | %               |
| ------------------------- | --------------- | --------------- |
| Martine Lampron (Sortant) | Sans opposition | Sans opposition |

| Candidats district #5     | Vote            | %               |
| ------------------------- | --------------- | --------------- |
| Laurier Chagnon (Sortant) | Sans opposition | Sans opposition |

| Candidats district #6 | Vote            | %               |
| --------------------- | --------------- | --------------- |
| Claude Côté (Sortant) | Sans opposition | Sans opposition |

## Saint-Ferdinand
|             | Élection (2017)                                                                                                 | Dissolution (2021)                                                                                       | Élection (2021)                                                                                |
| Maire       | Yves Charlebois                                                                                                 | Yves Charlebois                                                                                          | Yves Charlebois                                                                                |
| Conseillers | Clémence Nadeau Jean-Claude Gagnon Jean-Claude Pelletier Pierre-Alexandre Simoneau Sylvie Gingras Suzanne Aubre | Clémence Nadeau Jean-Claude Gagnon Jean-Claude Pelletier Pierre-Alexandre Simoneau Sylvie Gingras Vacant | Joël Fontaine Jean-Claude Gagnon Mathieu Henri Roger East Audrey Ouellette Jean-Paul Pelletier |

| Candidats pour la mairie  | Vote | %     |
| ------------------------- | ---- | ----- |
| Yves Charlebois (Sortant) | 629  | 50,48 |
| Mario Gosselin            | 617  | 49,52 |

| Candidats district #1      | Vote | %     |
| -------------------------- | ---- | ----- |
| Joël Fontaine              | 144  | 58,30 |
| Clémence Nadeau (Sortante) | 103  | 41,70 |

| Candidats district #2        | Vote | %     |
| ---------------------------- | ---- | ----- |
| Jean-Claude Gagnon (Sortant) | 137  | 80,12 |
| Claude Blier                 | 34   | 19,88 |

| Candidats district #3 | Vote | %     |
| --------------------- | ---- | ----- |
| Mathieu Henri         | 107  | 64,85 |
| Martin Bourassa       | 58   | 35,15 |

| Candidats district #4 | Vote | %     |
| --------------------- | ---- | ----- |
| Roger East            | 120  | 61,54 |
| Alain Côté            | 75   | 38,46 |

| Candidats district #5 | Vote            | %               |
| --------------------- | --------------- | --------------- |
| Audrey Ouellette      | Sans opposition | Sans opposition |

| Candidats district #6                          | Vote | %     |
| ---------------------------------------------- | ---- | ----- |
| Jean-Paul Pelletier (Sortant d'un autre poste) | 142  | 57,96 |
| Carl Boivin                                    | 103  | 42,04 |

## Saint-Pierre-Baptiste
|             | Élection (2017)                                                                                 | Dissolution (2021)                                                                    | Élection (2021)                                                                           |
| Maire       | Donald Lamontagne                                                                               | Donald Lamontagne                                                                     | Donald Lamontagne                                                                         |
| Conseillers | Christine Gaudet Éric Poisson Gilles Fortier Vincent Fortier Dominique Gingras Frédéric Guérard | Vacant Éric Poisson Gilles Fortier Vincent Fortier Dominique Gingras Frédéric Guérard | Véronique Leblanc Éric Poisson Gilles Fortier Vincent Fortier Dominique Gingras Luc Viens |

| Candidats pour la mairie    | Vote            | %               |
| --------------------------- | --------------- | --------------- |
| Donald Lamontagne (Sortant) | Sans opposition | Sans opposition |

| Candidats conseiller #1 | Vote            | %               |
| ----------------------- | --------------- | --------------- |
| Véronique Leblanc       | Sans opposition | Sans opposition |

| Candidats conseiller #2 | Vote            | %               |
| ----------------------- | --------------- | --------------- |
| Éric Poisson (Sortant)  | Sans opposition | Sans opposition |

| Candidats conseiller #3  | Vote            | %               |
| ------------------------ | --------------- | --------------- |
| Gilles Fortier (Sortant) | Sans opposition | Sans opposition |

| Candidats conseiller #4   | Vote            | %               |
| ------------------------- | --------------- | --------------- |
| Vincent Fortier (Sortant) | Sans opposition | Sans opposition |

| Candidats conseiller #5     | Vote            | %               |
| --------------------------- | --------------- | --------------- |
| Dominique Gingras (Sortant) | Sans opposition | Sans opposition |

| Candidats conseiller #6    | Vote | %     |
| -------------------------- | ---- | ----- |
| Luc Viens                  | 98   | 60,87 |
| Frédéric Guérard (Sortant) | 63   | 39,13 |

## Sainte-Sophie-d'Halifax
|             | Élection (2017)                                                                                         | Dissolution (2021)                                                                                      | Élection (2021)                                                                                  |
| Maire       | Marie-Claude Chouinard                                                                                  | Marie-Claude Chouinard                                                                                  | Christian Daigle                                                                                 |
| Conseillers | Manon Lambert Sylvain Laganière Normand Provencher Christian Daigle Laurence Andrée Lavigne Jean Goulet | Manon Lambert Sylvain Laganière Normand Provencher Christian Daigle Laurence Andrée Lavigne Jean Goulet | Manon Lambert Marie-Michelle Roux Pierre Gosselin Vincent Beaudoin Étienne Vigneault Jean Goulet |

| Candidats pour la mairie                    | Vote            | %               |
| ------------------------------------------- | --------------- | --------------- |
| Christian Daigle (Sortant d'un autre poste) | Sans opposition | Sans opposition |

| Candidats conseiller #1 | Vote            | %               |
| ----------------------- | --------------- | --------------- |
| Manon Lambert (Sortant) | Sans opposition | Sans opposition |

| Candidats conseiller #2 | Vote            | %               |
| ----------------------- | --------------- | --------------- |
| Marie-Michelle Roux     | Sans opposition | Sans opposition |

| Candidats conseiller #3 | Vote            | %               |
| ----------------------- | --------------- | --------------- |
| Pierre Gosselin         | Sans opposition | Sans opposition |

| Candidats conseiller #4 | Vote            | %               |
| ----------------------- | --------------- | --------------- |
| Vincent Beaudoin        | Sans opposition | Sans opposition |

| Candidats conseiller #5 | Vote            | %               |
| ----------------------- | --------------- | --------------- |
| Étienne Vigneault       | Sans opposition | Sans opposition |

| Candidats conseiller #6 | Vote            | %               |
| ----------------------- | --------------- | --------------- |
| Jean Goulet (Sortant)   | Sans opposition | Sans opposition |

## Villeroy
|             | Élection (2017)                                                                          | Dissolution (2021)                                                                         | Élection (2021)                                                                                 |
| Maire       | Éric Chartier                                                                            | Éric Chartier                                                                              | Éric Chartier                                                                                   |
| Conseillers | Patrice Goupil Yvan Paquet Guylaine Bédard Roxanne Laliberté Michel Gingras Ginette Roux | Patrice Goupil Yvan Paquet Danielle Vachon Roxanne Laliberté Mélanie Faucher Maxime Bédard | Patrice Goupil Yannis Deschênes Danielle Vachon Roxanne Laliberté Mélanie Faucher Maxime Bédard |

| Candidats pour la mairie | Vote            | %               |
| ------------------------ | --------------- | --------------- |
| Éric Chartier (Sortant)  | Sans opposition | Sans opposition |

| Candidats conseiller #1  | Vote            | %               |
| ------------------------ | --------------- | --------------- |
| Patrice Goupil (Sortant) | Sans opposition | Sans opposition |

| Candidats conseiller #2 | Vote            | %               |
| ----------------------- | --------------- | --------------- |
| Yannis Deschênes        | Sans opposition | Sans opposition |

| Candidats conseiller #3   | Vote            | %               |
| ------------------------- | --------------- | --------------- |
| Danielle Vachon (Sortant) | Sans opposition | Sans opposition |

| Candidats conseiller #4      | Vote            | %               |
| ---------------------------- | --------------- | --------------- |
| Roxanne Laliberté (Sortante) | Sans opposition | Sans opposition |

| Candidats conseiller #5    | Vote            | %               |
| -------------------------- | --------------- | --------------- |
| Mélanie Faucher (Sortante) | Sans opposition | Sans opposition |

| Candidats conseiller #6 | Vote            | %               |
| ----------------------- | --------------- | --------------- |
| Maxime Bédard (Sortant) | Sans opposition | Sans opposition |

- Démission de Mélanie Faucher, conseillère #5, le 5 octobre 2022[6].

- Démission d'Éric Chartier, maire, en novembre 2022 en raison de son déménagement hors de la municipalité pour des raisons professionnelles[7]. Roxane Laliberté, conseillère #4, exerce la fonction de mairesse suppléante pendant l'intérim[7].

- Démission de Roxane Laliberté, conseillère #4 et mairesse suppléante, le 25 janvier 2023 afin de se présenter à l'élection partielle pour la mairie[8].

- Élections sans opposition de Roxane Laliberté au poste de mairesse et de Martin Pilote au poste de conseiller #5 le 27 janvier 2023[9].

| Candidats pour la mairie | Vote            | %               |
| ------------------------ | --------------- | --------------- |
| Roxane Laliberté         | Sans opposition | Sans opposition |

| Candidats conseiller #5 | Vote            | %               |
| ----------------------- | --------------- | --------------- |
| Martin Pilote           | Sans opposition | Sans opposition |

- Entrée au conseil de Jessica Pitt au poste de conseillère #4 lors de la séance du 4 avril 2023[10].

| Candidats conseiller #4 | Vote | %   |
| ----------------------- | ---- | --- |
| Jessica Pitt            | n/d  | n/d |